# Asociación Unificada de Guardias Civiles
La Asociación Unificada de Guardias Civiles es la asociación profesional de Guardias Civiles decana de España. Su actual secretario general es Juan Fernández Hernández, que sucedió en el cargo en mayo de 2020 a Alberto Moya Acedo. 
AUGC fue fundada en el año 1994, tras la fusión de las asociaciones "6 de julio de Guardias Civiles" y la Coordinadora Pro Perjudicados por la gestión de Luis Roldán y la corrupción (COPROPER) y cuenta en la actualidad con más de 31.000 afiliados. Se trata de una organización  que agrupa a 51 delegaciones provinciales a lo largo de todo el territorio nacional. Con cuatro vocales en el Consejo de la Guardia Civil, y la mayor cantidad de afiliados a nivel nacional, es con mucho, la asociación más representativa dentro del Cuerpo. 
Su importancia viene dada por ser, a modo de sindicato, la primera organización compuesta por guardias civiles que se dedica a la defensa de los intereses de los agentes. Además, AUGC tiene suscritos acuerdos de colaboración con diversas organizaciones, como la Asociación Unificada de Militares Españoles y el  Sindicato Unificado de Policía, también ha sellado acuerdos dirigidos a la unidad de acción con los sindicatos mayoritarios del Cuerpo Nacional de Policía.

## Historia

#### Orígenes
En 1994, las Asociaciones “6 de julio de guardias civiles” y “COPROPER”, predecesoras de la actual AUGC, pudieron inscribirse en el Registro de asociaciones, pero los fundadores fueron ingresados cárceles militares y expulsados posteriormente del cuerpo. 
Dos décadas después, la asociación ha conseguido ahora poder trabajar con ciertos derechos profesionales que, aunque siempre menores que los de cualquier otro policía de España, han supuesto un cambio en el funcionamiento interno del Cuerpo.
En agosto de 2024 una brigada de la Guardia Civil y la Asociación Unificada de Guardias Civiles (AUGC) denunciaron supuestas ilegalidades en el Seprona de Sevilla. A la par, solicitan la creación de un canal interno de denuncias, tal como exige la directiva comunitaria 1937/2019.

## Principales reivindicaciones
En octubre de 2014, AUGC solicitó ante el Ministerio de Empleo su inscripción como sindicato de guardias civiles tras conocer las recientes sentencias del Tribunal Europeo de Derechos Humanos (dictadas en los asuntos Matelly v. Francia y ADEFDROMIL v. Francia), en las que sentenció por unanimidad que la prohibición absoluta de la existencia de sindicatos en el Ejército francés es contraria al Convenio Europeo de Derechos Humanos.
En estas sentencias, la Corte europea condena a Francia con motivo de la prohibición de sindicación vigente sobre los militares. Los jueces de Estrasburgo han considerado, en ambas decisiones, que la libertad de asociación de los militares puede ser objeto de “restricciones legítimas”, pero no hasta el punto de prohibir de manera absoluta la posibilidad de constituir un sindicato y de adherirse a él.
A la vista de estas sentencias, AUGC ha puesto en marcha el proceso de constitución del Sindicato Unificado de Guardias Civiles (SUGC), ya que considera imprescindible constituir un sindicato profesional de los trabajadores públicos de la Guardia Civil. El SUGC ya existió de modo clandestino en los años ochenta como precedente de la constitución de AUGC. 
- AUGC es la decana de las asociaciones profesionales y la mayoritaria en el Consejo de la Guardia Civil. Cuenta con representación en todo el territorio español, en cada una de las unidades y especialidades del Cuerpo y viene liderando el movimiento asociativo desde la llegada de la democracia, cuando nació como un sindicato clandestino. Su lucha por la democratización de la institución le valió en 2010 el Premio Nacional de Derechos Humanos que concede la Asociación Pro Derechos Humanos de España (apdhe). 
- AUGC es transversal al representar a todas las escalas y especialidades del Cuerpo de la Guardia Civil, es firmemente democrática en todos sus órganos interna y externamente, y progresista al trabajar por el avance social y laboral de todos los guardias civiles sin distinción de empleo, especialidad o situación administrativa.
- AUGC es igualitaria trabajando por los derechos de todos los guardias civiles sin distinción de sexo u orientación sexual y por una política efectiva de igualdad.
- AUGC está comprometida por un cambio real del modelo policial en España más eficaz y más coordinado.
- AUGC tiene como objetivo el derecho de sindicación en el Cuerpo al entender éste como herramienta de representación válida, eficaz y responsable.
- AUGC abogamos por el derecho de tutela judicial efectiva, y la no aplicación del Código Penal Militar para los guardias civiles.

## Firma del Acuerdo de Equiparación Salarial
En marzo de 2018, AUGC, junto con el resto de asociaciones profesionales de la Guardia Civil y sindicatos de la Policía Nacional, firmaba con el Gobierno el Acuerdo de Equiparación Salarial con el resto de policías que operan en España. Se trató de un momento histórico que venía a corregir una discriminación muy acusada entre los trabajadores de la Benemérita y el resto de agentes de la seguridad pública en España.
El acuerdo se ejecutaría en tres tramos, uno por año, con el objetivo de que antes de que finalizase 2020 ningún guardia civil ni policía nacional percibieran emolumentos inferiores al de sus compañeros de los Mossos d'Esquadra u otros cuerpos de seguridad autonómicos.
AUGC, además, continúa reclamando que esa equiparación sea absoluta, y que además de la cuestión salarial alcance al resto de derechos, como el de sindicación.

## Celebración del 25º aniversario de AUGC
A lo largo de 2019 la Asociación Unificada de Guardias Civiles (AUGC) celebró su 25 aniversario, una circunstancia que se conmemoró con la organización de una exposición itinerante en las principales ciudades españolas.
Se trató de una muestra que enseñó la evolución de la figura del guardia civil en el último cuarto de siglo: desde un trabajador despojado prácticamente de cualquier derecho hasta llegar a ser un funcionario público que, pese a estar aún lejos de estar plenamente reconocido como ciudadano de primera, sí ha logrado dejar atrás el estado de semiesclavitud que sufría hasta hace escasas décadas.
El proyecto consintió en dos áreas. Por un lado, un núcleo de paneles con fotografías históricas y diseños gráficos que mostraban los hitos más importantes del último cuarto de siglo, tanto en cuanto a AUGC y los guardias civiles como respecto a la sociedad española en general.
En esta área se aportó material gráfico muy diverso: desde la proyección de un audiovisual que recorría estos 25 años hasta la instalación de paneles, con reproducción de periódicos de las distintas épocas y recreación a través de maniquíes de las legendarias ruedas de prensa de sindicalistas encapuchados, entre otros motivos.
La otra gran apuesta de la exposición fue la realización de distintas actividades durante los días en que se desarrolló la misma.
Durante la exposición en cada ciudad se celebraron coloquios sobre la evolución de la Guardia Civil, tanto desde el punto de vista de los derechos de sus trabajadores como de su implantación e importancia en la provincia. Para ello, junto con los representantes locales de la asociación, se invitaron a distintas personalidades de la sociedad local: políticos, periodistas, historiadores, miembros destacados de la sociedad civil…

## Publicación del libro 'Guardias Civiles: ciudadanos de uniforme en busca de derechos'
Coincidiendo con el vigesimoquinto aniversario de AUGC se publicaba la obra 'Guardias Civiles: ciudadanos de uniforme en busca de derechos', obra firmada por el periodista Ildefonso García Ruiz y por la Asociación Unificada de Guardias Civiles (AUGC), y que fue publicada por la editorial Almuzara.
La obra relata diez años clave en la lucha por dignificar las condiciones sociolaborales de los trabajadores del Cuerpo. Más de cincuenta protagonistas y testigos del desarrollo del asociacionismo profesional en la Guardia Civil recuerdan en primera persona sus impresiones de una época fundamental para los derechos de los agentes.
A lo largo de más de 370 páginas, el libro recorre los acontecimientos clave que han marcado durante la última década la lucha por los derechos sociolaborales de los guardias civiles, un periodo fundamental para la dignificación de las condiciones de trabajo de los agentes. Para ello da voz a más de medio centenar de personas que han protagonizado este periodo desde distintos ángulos.
Por eso al testimonio de representantes de AUGC se suman los de exdirectores generales de la institución, el del Teniente General que puso en marcha el Consejo de la Guardia Civil, los del ministro del Interior y el secretario de Estado que negociaron en 2018 el acuerdo de equiparación salarial con las policías autonómicas e, incluso, el del presidente del Gobierno que aprobó en 2007 las leyes orgánicas de Derechos y Deberes de los Guardias Civiles y Régimen Disciplinario, José Luis Rodríguez Zapatero.
En el libro también aportan sus testimonios representantes de otras asociaciones profesionales de guardias civiles, así como de otras organizaciones cercanas a AUGC, como Comisiones Obreras, el Sindicato Unificado de Policía (SUP) o la Asociación Unificada de Militares Españoles (AUME). También hablan periodistas especializados en las áreas de Interior y Defensa acerca de lo que supone AUGC como fuente informativa.